# Villa Giuseppe Faccanoni
Villa Giuseppe Faccanoni si trova a Sarnico, costruita in stile Liberty nel 1907 dall'architetto Giuseppe Sommaruga su ordine dell'ing. imprenditore Giuseppe Faccanoni. A Sarnico, dello stesso architetto e periodo, si trovano anche le altre due splendide ville dei fratelli Faccanoni:  villa Pietro Faccanoni (ora Passeri) e villa Luigi Faccanoni (località Surre).
(Archivi del Liberty italiano di Rossana Bossaglia)

## Storia
Costruita nel 1907 dall'architetto Giuseppe Sommaruga con il titolo di "villino per scapolo" è sicuramente la più bella e conosciuta villa delle tre realizzate per la famiglia Faccanoni a Sarnico, situata in riva al lago d'Iseo ed un esempio di architettura Liberty ben riuscito.

## Descrizione

### Esterno
Edificata in pietre diverse: dal bugnato alla pietra di Sarnico, al medolo di Credaro (sia liscio che grezzo).
La veduta principale, quella che si vede dal lago, è composta da un alto basamento, scalinate, finestre e balconi in una prospettiva asimmetrica decorata da due file di bassorilievi in cemento creati da Ernesto Bazzaro e ceramiche colorate con colori pastello.
Notevoli anche le ringhiere e la cancellata dell'ingresso principale di via Veneto in ferro battuto realizzate da Alessandro Mazzucotelli.
Dotata di un ampio giardino curato in stile manierista possiede diversi terrazzamenti che donano alla villa l'aspetto di una nave che si staglia sulle acque del lago. Vi è anche una darsena per le barche e, in passato, vi era una grande fontana, rimossa poi per motivi di sicurezza.

### Interno
Già nel 1907 era dotata di tapparelle, di un sistema di riscaldamento a termosifoni, di acqua e corrente elettrica per l'illuminazione. A causa dell'occupazione tedesca durante la seconda guerra mondiale, gran parte dell'arredo interno originale non è più presente.